# 小學館

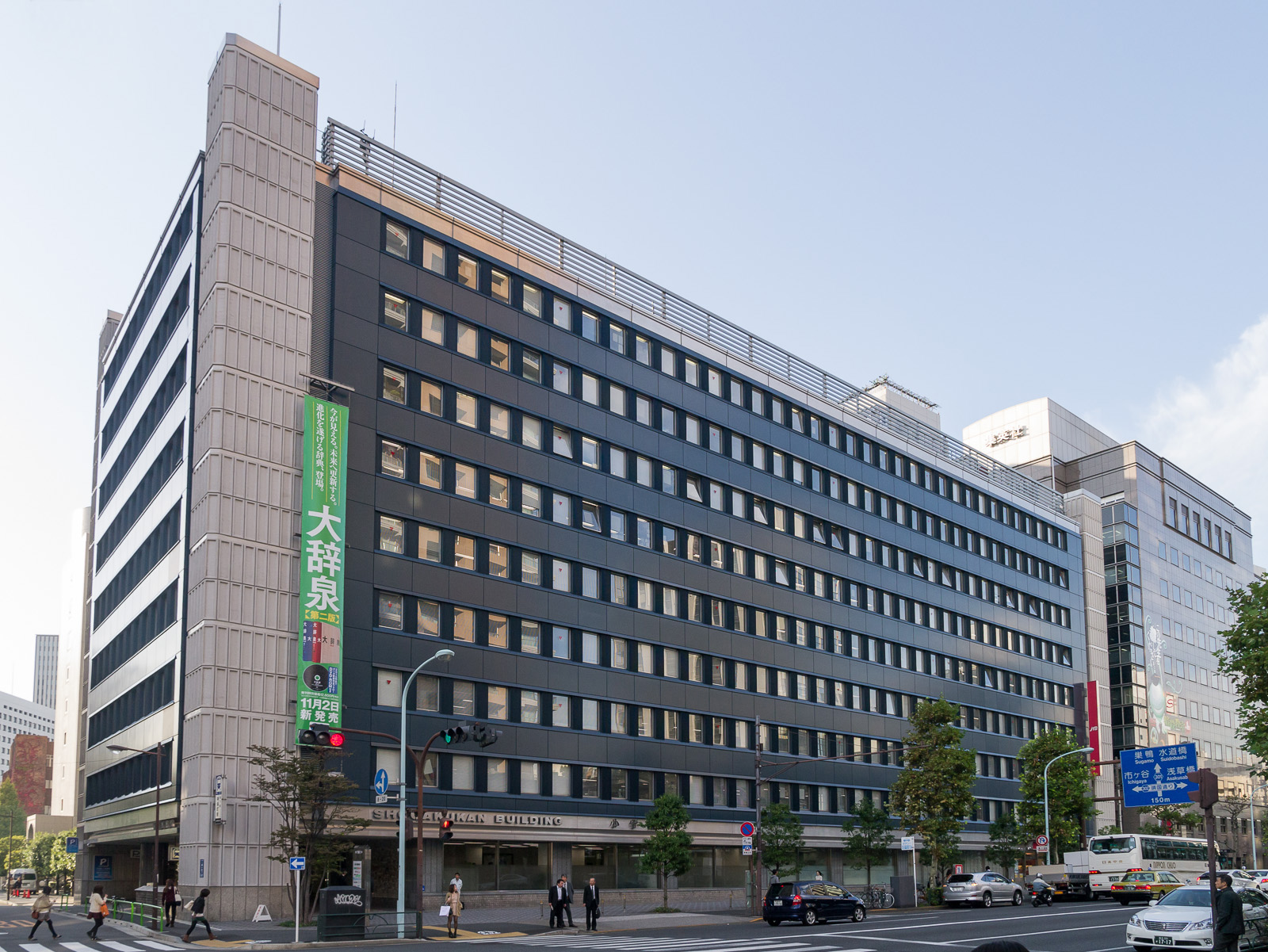
位於日本東京的第3代小學館大樓（左）和集英社大楼（右），攝於2012年11月

株式會社小學館（日语：株式会社小学館）是日本的綜合出版社，為日本最大出版集團一橋集團（一ツ橋グループ）的核心企業，並與音羽集團（以講談社為核心）、角川集團（以KADOKAWA為核心）、新潮社齊名。

## 概要
創業時主要經營面向小學生的教育圖書出版業務，這也是「小學館」社名的由來。1926年娛樂圖書部門獨立為集英社，太平洋戰爭後再度開始出版娛樂圖書，發展為現在的綜合出版社。
2006年，總銷售額曾一度超過日本最大出版社講談社（講談社1456億日圓（2006年11月期），小學館1470億日圓（2007年2月期）），但最大出版社寶座次年即被講談社重新奪回（講談社1443億100萬日圓，小學館1413億4400萬日圓）。

## 歷史
- 1922年 - 相賀武夫（日语：相賀武夫）創設小學館。
- 1926年 - 娛樂雜誌部門分離為集英社。
- 1927年 - 社員章「雛之Mark」（「ひよこのマーク」）制定。
- 1928年 - 學習雜誌·童書用商標「學習Mark」（「勉強マーク」）制定。
- 1938年 - 相賀武夫去世，其子相賀徹夫（日语：相賀徹夫）繼任社長。
- 1945年 - 株式會社化。
- 1967年 - 第3代本社大樓，即「小學館大樓」完工[2]。
- 1992年 - 相賀昌宏（日语：相賀昌宏）繼任第3代社長。
- 2010年 - 首度在台灣成立了第一間同名子公司「台灣小學館（页面存档备份，存于）」
- 2016年 - 第4代本社大樓預定完工[3]。
- 2022年 - 相賀信宏（日语：相賀信宏）繼任第4代社長。

### 小學館大樓
第3代本社大樓被稱為「小學館大樓」（「小学館ビル」），1967年1月完工，採用地上9層、地下3層的鋼筋混凝土結構。因當時小學館出版的《小鬼Q太郎》（藤子不二雄）之成功，亦被稱為「小鬼Q大樓」（「オバQビル」）。東日本大震災後，重新檢討其抗震強度而決定拆毀重建，拆遷工作於2013年9月開始。
第4代本社大樓延續「小學館大樓」的名稱，2014年3月1日開工，預定2016年5月16日竣工，採用地上10層、地下2層的鋼板混凝土（地上部分）·鋼筋混凝土（地下部分）混合結構。

## 主要發行雜誌

### 漫畫雜誌（少年、男性導向）
適合兒童閱讀
- coro-coro（コロコロコミック）（每月15日發售）
- 別冊coro-coro（別冊コロコロコミック）
- coro-coro No.1（コロコロイチバン!）
- 多啦A夢

適合青少年閱讀
- 週刊少年Sunday（週刊少年サンデー）
- SundayGX（サンデーGX）

適合一般人閱讀
- 月刊SundayGENE-X（月刊サンデーGENE-X）（每月19日發售）
- 週刊Young Sunday（週刊ヤングサンデー）（每週四發售）
- Big Comics （ビッグコミック）
- Big Comic Original（ビッグコミックオリジナル）
- Big Comic Superior（ビッグコミックスペリオール）（每月第2個、第4個星期五發售）
- Big Comic Spirits（ビッグコミックスピリッツ）（每週一發售）
- 月刊IKKI（每月25日發售）

### 漫畫雜誌（少女、女性導向）
少女閱讀導向
- Ciao（ちゃお）（6歲～小學生）
- ChuChu（高年級小學生～中學生）
- 少女漫畫雜誌Sho-Comi（少女コミックSho-Comi）（中學生～高中生）
- Betsucomi
- Cheese!
- Petit Comic （プチコミック）
- Pochette （ポシェット）

女性閱讀導向
- flowers
- Judy

### 學習雜誌
- 幼稚園
- 學習幼稚園
- 小學館學習雜誌 - 請參照學年誌。
  - 小學一年生
  - 小學二年生
  - 小學三年生
  - 小學四年生
  - 小學五年生
  - 小學六年生

### 一般雜誌
- Lapita
- BE-PAL
- telepal f（首都圏版・關西版）
- Sabra（サブラ；男性雜誌）
- SAPIO（サピオ；政論雜誌）
- 駱駝

### 女性雜誌
- 女性SEVEN（女性セブン）
- PS
- Oggi
- Domani
- Precious
- 美的
- 和樂
- CanCam
- AneCan

## 書籍

### 文庫
斜體代表已休刊。
- 小學館文庫
- GAGAGA文庫
- LuLuLu文庫
- Angel文庫（エンジェル文庫）
- Super Quest文庫（日语：スーパークエスト文庫）
- Canvas文庫（日语：キャンバス文庫）
- Palette文庫（日语：パレット文庫）

### 新書
- 小學館新書（日语：小学館新書）